# Nagymizdó
Nagymizdó is een plaats (község) en gemeente in het Hongaarse comitaat Vas. Nagymizdó telt 143 inwoners (2001).